# Awashimaura
Awashimaura (粟島浦村 Awashimaura-mura?) es una villa en la prefectura de Niigata, Japón, localizada en la isla de Awashima, en el mar de Japón. El 1 de marzo de 2021 tenía una población estimada de 346 habitantes y una densidad de población de 35 personas por km².

## Geografía
Awashimaura se encuentra en la isla Awashima, ubicada en el mar de Japón frente a la costa de Murakami, Niigata, a la que está conectada por ferry.

## Historia
La isla de Awashima ha estado habitada desde tiempos prehistóricos, se han encontrado fragmentos de cerámica del período Jōmon. El general del período Asuka, Abe no Hirafu, conquistó la isla de sus habitantes nativos emishi y la puso bajo el control de la dinastía Yamato. Durante el período Edo, la isla pasó entre el dominio Murakami, el dominio Shōnai y el control directo del shogunato Tokugawa varias veces. Durante la Guerra Boshin, los hermanos Schnell descargaron armas para el dominio Shōnai en Awashima. Después de la restauración Meiji, la villa de Asahimaura fue creada en 1909 como parte del distrito de Iwafune, prefectura de Niigata. El epicentro del terremoto de Niigata en 1964 fue cerca de Awashima, y muchos de sus edificios fueron dañados o destruidos.

## Economía
Las principales industrias de Awashimaura son el turismo estacional y la pesca comercial.

## Demografía
Según los datos del censo japonés, la población de Awashimaura ha disminuido constantemente en los últimos 50 años.
| Gráfica de evolución demográfica de Awashimaura entre 1940 y 2015 |
|                                                                   |
| Oficina de Estadísticas de Japón                                  |